# Chlorocichla
A Chlorocichla a madarak osztályának verébalakúak (Passeriformes) rendjébe és a bülbülfélék (Pycnonotidae) tartozó családja tartozó nem.

## Rendszerezésük
A nemet Richard Bowdler Sharpe angol zoológus és ornitológus írta le 1882-ben, az alábbi 5 faj tartozik ide:
- sárga bülbül (Chlorocichla laetissima)
- Prigogine-bülbül (Chlorocichla prigoginei)
- sárgahasú bülbül (Chlorocichla flaviventris)
- Falkenstein-bülbül (Chlorocichla falkensteini)
- Hartlaub-bülbül (Chlorocichla simplex)

## Előfordulásuk
Afrika területén honosak. A természetes élőhelyük a szubtrópusi vagy trópusi esőerdők, szavannák és cserjések. Állandó, nem vonuló fajok.	

## Megjelenésük
Testhossza 18–21.5 centiméter közötti.

## Életmódjuk
Főleg növényi anyagokkal és ízeltlábúakkal táplálkoznak.